# Selección de fútbol de Kerala
La Selección de fútbol de Kerala es el equipo representativo de Kerala, India en el Trofeo Santosh.
El equipo conquistó el trofeo seis veces, y otras ocho veces salió subcampeón.